# 星野伊佐夫
星野 伊佐夫（ほしの いさお、1939年6月27日 - ）は、日本の政治家。勲等は旭日中綬章。
新潟県長岡市・三島郡選挙区選出の新潟県議会議員（12期）、新潟県議会議長、新潟県議会副議長、自由民主党新潟県連会長、自由民主党新潟県連常任顧問、自由民主党長岡支部長などを歴任した。

## 経歴
新潟県長岡市に生まれる。1958年（昭和33年）3月、新潟県立長岡商業高等学校卒業。
1978年（昭和53年）4月、新潟県議会議員補欠選挙に立候補し初当選（1期）。越山会青年部長、越山会県議団長などを務める。
1991年（平成3年）5月16日、新潟県議会副議長に就任。
1996年（平成8年）7月12日、新潟県議会議長に就任。
2009年（平成21年）10月9日、自由民主党新潟県連会長に就任。
2016年（平成28年）8月6日、県連会長の辞意を表明。
2019年（平成31年）4月、県議選で12期目の当選を果たす（戦後の新潟県議会議員としては最多当選となる）。
2022年（令和4年）9月26日、高齢を理由に翌年4月の県議会議員選挙に立候補しない意向を示した。
2025年（令和7年）春の叙勲で旭日中綬章を受章した。

## 政策・主張
- 受動喫煙防止を目的に飲食店等の建物内を原則禁煙とする強化措置に反対[9]。

## 不祥事

### 迂回献金疑惑
2013年に星野が活動実態のない政党支部を通じて、企業から1500万円もの迂回献金を受けていたとして、2015年に新潟市民オンブズマンにより政治資金規正法違反の容疑で告発された。新潟地検は同年11月に不起訴処分としたものの、2016年4月22日に新潟検察審査会が、一部を除いて「不起訴不当」と議決したことで、新潟地検は再捜査を進めた。しかし、同年5月30日に再び「嫌疑不十分」として不起訴処分が発表された。

### 官製談合事件で秘書が逮捕
2019年1月18日、長岡市が発注する下水道工事に関連する官製談合事件で、星野の秘書の金内省治、市地域政策監、土木建設業者の従業員らが逮捕された。金内は、2018年3月に行われた下水道工事の一般競争入札に際し、市地域政策監から聞いた工事価格をしなの産業従業員に伝え、従業員が勤務するしなの産業に最低制限価格の1,790万1千円で落札させ、公正な入札を妨害したとされる。
同年1月19日、星野は取材に応じ、金内と40年来の付き合いであること、後援会の青年部長から秘書にとりたてたことなどを語った。

### 裏金要求疑惑
2021年11月29日午後、衆議院議員の泉田裕彦（同年10月の総選挙で新潟5区から立候補し比例復活で当選）が自身のTwitterに「今回の衆議院総選挙で、2～3千万円の裏金要求をされました。『払わなければ選挙に落ちるぞ』という文脈でした。広島で事件があったばかりでよくやると思いましたが、違法行為はお断りしました」と書き込んだ。
同日夜、泉田の秘書が、泉田の資金管理団体「泉田裕彦政治経済防災研究会」の公式Twiiterを更新。裏金を要求した人物の秘書から、4年前に「Kという人物を（泉田の秘書に）採用しないと、明日から対立候補を立てて活動していく。そして、あんたのところは2年半後の選挙で落選する」と脅されたと記載した。泉田がKを採用していないのに「一時、書類上、政策秘書に採用された状態になっていた。書類を偽造して衆議院に提出していた」と明かし、また、裏金を要求した人物の秘書は「その約1年後に別の件で逮捕されている」と明かした。
同年12月1日、泉田は記者会見し、裏金を要求したのは星野だと明かした。選挙前の9月4日に星野が自宅に泉田を呼び、「比例に引っかからなかったら終わりだよ。2000万や3000万をもったいながったら人生終わるよ」と話して裏金を要求し、「いちいち警察に報告するわけじゃないんだから、あとで悔いが残ると」「この話は早く言えば、秘書の耳に入れてもいけない」と責めたてたと述べた。また、「録音もある。第三者の名前を消した上で全部公開する用意がある」と明かした。泉田は星野の自民党新潟県連からの除名を求めている。
同日、星野は取材に対し「うそでたらめを言われてもどうしようもない。ないものはないんだから」と述べ、泉田の発言を否定。金は要求してないと言い、「親方同士が会って金の話はしない。担当者での話だ」と述べた。
12月2日午後、CBC制作TBS系列の番組「ゴゴスマ」で東国原英夫は「昨日、泉田さんに会って話を聞かせていただきました。（星野とのやり取りの）録音も30分聞かせていただきました」と述べた。
12月3日午前9時半頃、星野は「自分が言ったこと、言われたこと、全部思い出しましたから。全て」と述べ、一転して泉田に対する発言を認めた。その後、泉田と星野とされる人物の音声データが各メディアで公開されたが、同日午後に星野は記者会見を行い、「選挙中、泉田氏に『選挙が終わっても印刷費など選挙の経費は払わなければいけないのではないか』という話はしたが、裏金を要求したというのは作り話だ」と釈明し、具体的な金額が示されていることについては「『選挙にどのくらいのお金がかかるのか』と泉田氏から質問されて答えたものだ」と述べ、裏金要求の意図を否定した。
12月6日、星野が支部長を務める自民党長岡支部は、泉田の新潟5区支部長解任を党本部に働きかけるよう党新潟県連に申し入れた。12月8日、同党の新潟3区衆議院議員の斎藤洋明は自身のツイッターに「星野県議の言動は極めて問題である」「県連に対して速やかに厳しい処分を下すよう求めている」と投稿した。
12月20日午前、党新潟県連に離党届を提出した。提出後、記者会見を開き、「党や県民に迷惑をかけた」と理由を述べた。離党届は27日付で受理された。
2022年9月20日、新潟県警は星野を公職選挙法違反の疑いで書類送検した。2023年5月24日、新潟地検は星野を不起訴処分にした。

## 政治献金
- たばこ関連団体から、2010年から2012年の間に178万円の政治献金を受けている[35]。

## 人物
- 田中角栄元首相の後援会「越山会」の県議団長を歴任した[36][37]。
- 自民党本部から「新潟に星野あり」と言われる[37]。「新潟のドン」や「新潟自民党のドン」とも呼ばれている[38][39]。